# アブドゥッラー・ビン・ジルウィー・トゥルキー・アル＝サウード
アブドゥッラー・ビン・ジルウィー・トゥルキー・アル＝サウード（アラビア語: عبد الله بن جلوي بن تركي آل سعود, ラテン文字転写: Abdullah bin Jiluwi bin Turki Al Saud、1870年 - 1938年）は、サウジアラビア王国の武将である。

## 生涯
アブドゥッラー・ビン・ジルウィーは第二次サウード王国の創始者トゥルキー・ビン・アブドゥッラーの孫である。父方の従甥であり、近代サウジアラビアの創始者であるアブドゥルアズィーズ・イブン・サウードの若いときからの側近だった。一族が首都リヤドを離れてクウェートに亡命した後、イブン・サウードに同行した。
アブドゥッラー・ビン・ジルウィーは、1902年1月15日のリヤドの戦いに参加し、これに勝利することでリヤドを奪還した。彼はラシード王朝のアジュラーン総督の部隊を全滅させ、マスマク城攻略戦でイブン・サウードの命を救った。マスマク城の入り口の木の扉には、イブン・ジルウィーが投げた槍が刺さった跡が残っている。その後、イブン・サウードの副司令官を務め、1913年には東部州の攻略にも協力した。
サウジ国家の成立と統合に伴い、アブドゥッラー・ビン・ジルウィーはまずアハサー州の知事に任命され、その後カスィーム州の知事に任命された。その後、東部州に赴任した。アブドゥッラー・ビン・ジルウィーが国王イブン・サウードの継承権を主張できなかったことと、イブン・サウードの息子たちが国王の責務を負うには十分な年齢ではなかったためである。しかし、アブドゥッラー・ビン・ジルウィーはこの時期のサウード家の中で、国王に次いで2番目に強力なメンバーであった。
州は厳しく統治され、ほぼ半独立した一族の領地となった。アブドゥッラー・ビン・ジルウィーが1938年に死去した後、息子のサウードが知事に就任した。サウード・ビン・アブドゥッラーは1938年から1967年まで知事を務めた。次に、もう一人の息子であるアブドゥル・ムヒシン・ビン・アブドゥルラ・アル・ジルウィが1967年から1985年まで州知事を務め、その後任にはムハンメド・ビン・ファハド王子が就任した。
アブドゥッラー・ビン・ジルウィーは1938年に亡くなり、配偶者の一人であるワスミヤ・アル・ダミールは国王アブドゥルアズィーズ・イブン・サウードと結婚した。2人の間には子供は生まれなかった。